# میلیچینیتسا
میلیچینیتسا (به صربی: Miličinica) یک روستا در صربستان است که در ناحیه کولوبارا واقع شده‌است.
 میلیچینیتسا  ۹۱۳ نفر جمعیت دارد.